# Gypsy (MST3K)
Gypsy is een personage uit de televisieserie Mystery Science Theater 3000. Ze is een van de robots gemaakt door Joel Robinson.

## Uiterlijk
Gypsy is groter dan de andere robots, maar is minder spraakzaam. Normaal ziet men enkel haar hoofd. Deze bestaat vrijwel geheel uit een paarse mond op een stofzuigerslang. Boven op deze mond zit een lamp die dienstdoet als haar oog. Gypsy’s hoofd is gemaakt van een "Century Infant Love Seat". Haar lippen zijn gemaakt van schuim.

## Rol in de serie
Gypsy speelt in de serie een kleinere rol daar ze niet naar de films kijkt. Alleen in aflevering #412 waagde ze zich ook in de filmzaal, maar na te beseffen hoe erg de films zijn vertoonde ze zich er niet meer.
Volgens de MST3K verhaallijn regelt Gypsy de grotere taken aan boord van de Satellite of Love. Zonder haar zouden veel cruciale systemen uitvallen. Ze heeft bijna al haar computervaardigheden nodig om deze taak te volbrengen, waardoor ze vaak traag is in de omgang met anderen. Zelfs praten ging haar aanvankelijk moeilijk af. Naarmate de serie vorderde werd haar rol tijdens de tussenstukjes (wanneer Joel en de robots even niet in de filmzaal zijn) uitgebreider. Tevens werd ze een stuk slimmer.
Gypsy speelde een grote rol bij Joels ontsnapping uit de Satellite of Love. Ze ving een gesprek op tussen Dr. Clayton Forrester en TV's Frank toen die aan het bespreken waren wat ze het beste konden doen met Mike Nelson (die op dat moment in Deep 13 aan het werk was, maar zich volgens hen gedroeg alsof hij daar de baas was). Gypsy interpreteerde de opmerkingen van de twee verkeerd en dacht dat ze Joel wilden vermoorden. Daarom begon ze koortsachtig te werken aan een plan om Joel op tijd uit de satelliet te krijgen. Ze ontdekte uiteindelijk een ontsnappingscapsule waarmee Joel de satelliet kon verlaten.
Gypsy is een grote fan van Richard Basehart.
Gypsy werd als enige robot niet gezien in het huis van Mike nadat de satelliet was neergestort op aarde in de laatste aflevering. Tom Servo las in het huis een "ConGypsCo Annual Report". Uit de dialogen was af te leiden dat Gypsy een eigen bedrijf was begonnen.